# Anastasija Barysznikowa
Anastasija Władimirowna Barysznikowa, ros. Анастаси́я Влади́мировна Бары́шникова (ur. 19 grudnia 1990 w Czelabińsku) – rosyjska zawodniczka taekwondo.
W 2010 roku zdobyła złoty medal w wadze średniej do 73 kg na mistrzostwach Europy w taekwondo w Sankt Petersburgu. W 2012 roku w Londynie zdobyła brązowy medal na letnich igrzyskach olimpijskich w kategorii wagowej powyżej 67 kg.

## Nagrody i odznaczenia
- Order Za Zasługi dla Ojczyzny II stopnia (13 sierpnia 2012 roku) – za wielki wkład w rozwój kultury fizycznej i sportu, wysokie osiągnięcia sportowe na XXX Letnich Igrzyskach Olimpijskich w Londynie[3]